# Les plages d'Agnès
Les plages d'Agnès (Brasil: As Praias de Agnès ) é um documentário francês de 2008 dirigido por Agnès Varda. O filme é um ensaio autobiográfico onde Varda revisita lugares de seu passado, relembra a vida e comemora seus 80 anos diante das câmeras. Varda disse que provavelmente seria seu último filme, mas lançou o documentário indicado ao Oscar Visages, villages uma década depois.

## Estilo
Varda usa uma ampla variedade de técnicas, combinando imagens estáticas de pessoas, incluindo seus antigos amigos, colaboradores, amantes e familiares, com o que Claude Lévi-Strauss poderia chamar de bricolagem de itens de venda de garagem, bugigangas e memorabilia colorida justapostos em combinações criativas. O documentário combina belas imagens em formato de colagem que gira em torno do tema das praias. Nas tomadas iniciais, ela tem assistentes que a filmam trazendo espelhos para uma praia na Bélgica que ela costumava visitar quando jovem; um espelho está na areia quando uma onda passa por ele. Ela capta uma sensibilidade artística francesa criativa com uma apreciação sincera e divertida pela beleza do cinema e da arte e uma alegria de viver.

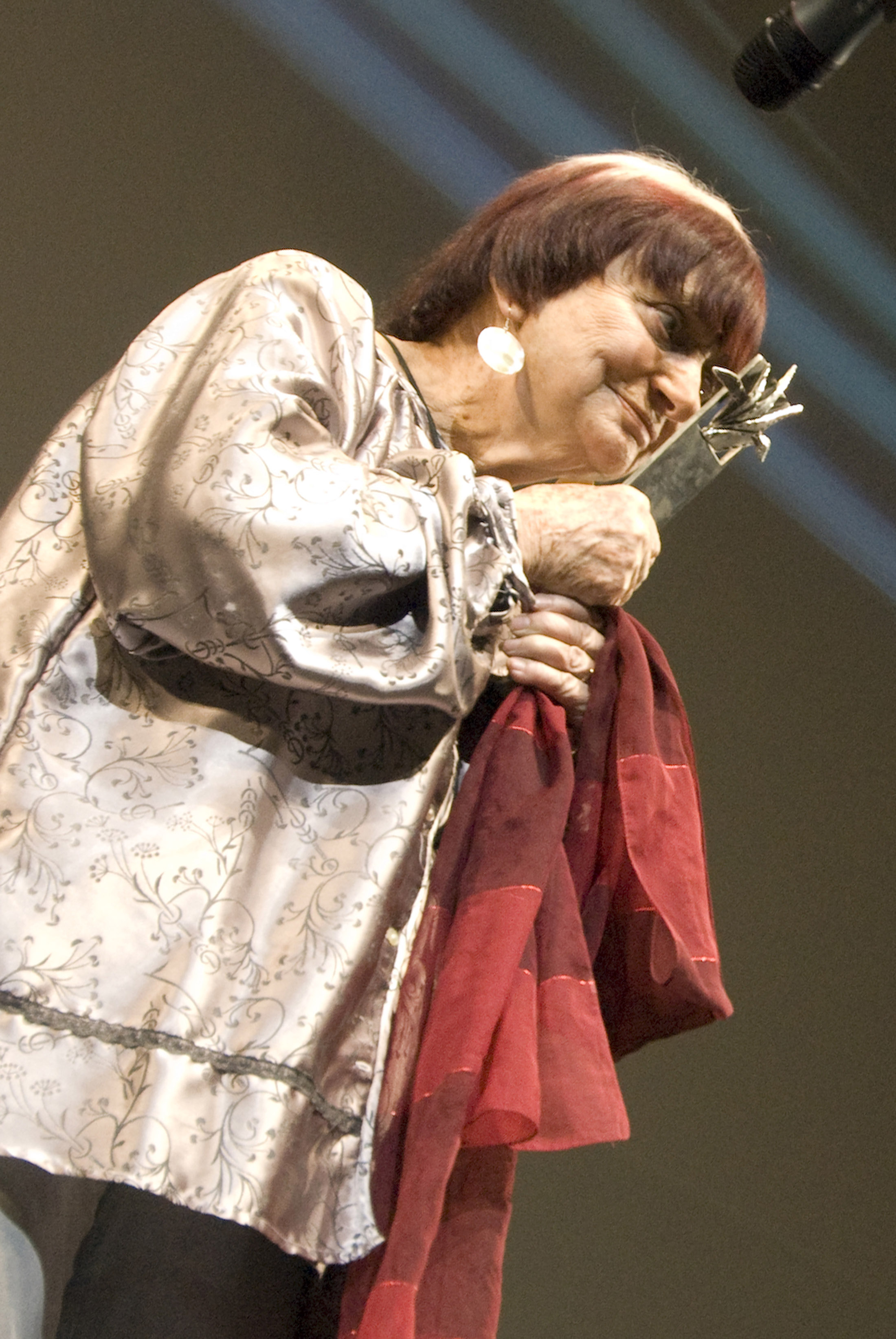
Agnes Varda, 2010

## Recepção
Para o New York Times, Manohla Dargis, escreveu em 2009:
(...) É ao mesmo tempo uma ilustração da fina arte de forragear e um retrato autobiográfico, narrado por sua autodenominada “velhinha, agradavelmente rechonchuda”. (...) A Sra. Varda está vasculhando o mundo, perto de casa e longe, encontrando imagens que a agradam e a fazem parar (...) que ela examina com pesar, se não houver arrependimento óbvio. Mas aqui a ênfase está em sua própria vida e nas imagens e memórias que, com o tempo, se confundiram. (...) As imagens são deliciosas, inesperadas e divertidamente desinibidas. (...) A certa altura, ela diz que pensa em todos os homens que olham para o mar como Odisseu (ela é uma alma aquática), mas ela é totalmente a errante. Esteja ela vagando por uma praia com uma câmera ou vasculhando mercados de pulgas, ela procura e encontra, juntando (...) o que este mundo de maravilhas tem reservado.

## Prêmios
- 2008 - César de Melhor Documentário[1]
- 2009 - Prêmio Henri Langlois[1]
- 2008 - Prêmio de Melhor Filme Francês (Sindicato Francês de Críticos de Cinema)[1]
- 2008 - "Etoile d'Or" do Documentário (Sindicato da Imprensa Francesa)[1]